# Reynir Brynjólfsson
Reynir Brynjólfsson (* 7. Februar 1945 in Akureyri) ist ein ehemaliger isländischer Skirennläufer.

## Karriere
Reynir Brynjólfsson belegte bei den Olympischen Winterspielen 1968 im Riesenslalomrennen den 67. Platz. Im Slalomrennen schied er vorzeitig aus.